# Theodor Schwedes
Theodor Schwedes (* 23. März 1788 in Kassel; † 17. März 1882 ebenda) war ein deutscher Politiker.

## Leben
Schwedes besuchte das Lyceum Fridericianum in Kassel und studierte seit 1806 Bergwissenschaft an der Georg-August-Universität Göttingen. 1821 wurde er Oberbergrat und 1835 Direktor der Ober-Berg- und Salzwerksdirektion. Er war kurhessischer Bevollmächtigter bei zahlreichen Zoll- und Verkehrsverhandlungen im Vormärz. Vom März bis August 1848 war er provisorischer Vorstand des Finanzministeriums.

## Familie
Schwedes heiratete am 21. Mai 1815 seine Cousine und nach deren Tod am 3. Oktober 1823 Friederike Waitz. 

## Weblink
- Schwedes, Heinrich Ludwig Theodor. Hessische Biografie. (Stand: 17. September 2024). In: Landesgeschichtliches Informationssystem Hessen (LAGIS).

| Personendaten    | Personendaten                                          |
| ---------------- | ------------------------------------------------------ |
| NAME             | Schwedes, Theodor                                      |
| ALTERNATIVNAMEN  | Schwedes, Heinrich Ludwig Theodor (vollständiger Name) |
| KURZBESCHREIBUNG | kurhessischer Finanzminister                           |
| GEBURTSDATUM     | 23. März 1788                                          |
| GEBURTSORT       | Kassel                                                 |
| STERBEDATUM      | 17. März 1882                                          |
| STERBEORT        | Kassel                                                 |